# Bhadarwa
Bhadarwa o Bhadarva fou un petit estat tributari protegit que formà part de l'agència de Rewa Kantha a la presidència de Bombai. La seva superfície era de 70 km² i la població (1881) de 9.185 habitants.
Tenia uns ingressos de 4.000 lliures i pagava un tribut de 1907 lliures al Gaikowar de Baroda. El sobirà portava el títol de rana i disposava d'una força de policia de 24 homes.